# The Bird Store
Pour plus de détails, voir Fiche technique et Distribution.
The Bird Store est un court métrage d'animation de la série Silly Symphonies réalisé par les studios Disney, sorti au cinéma le 16 janvier 1932. 

## Synopsis
Dans une boutique d'oiseaux, les animaux chantent dans leurs cages. Un perroquet poursuit une mouche venue troubler la fête. Après avoir été prise au piège d'une machine à écrire, le perroquet utilise la touche X pour la faire partir. Survient alors un chat qui s'en prend à un petit canari et le met en cage. Les oiseaux forment une escouade pour libérer le canari des griffes du félin, qui finit en haut d'un mât, accroché à un drapeau.

## Fiche technique
- Titre original : The Bird Store
- Série : Silly Symphonies
- Réalisateur : Wilfred Jackson
- Voix : Purv Pullen, Marion Darlington
- Animateur[1] :
  - Équipe principale : David Hand, Jack King, Frenchy de Trémaudan, Johnny Cannon, Clyde Geronimi assisté de George Grandpre, Norman Ferguson assisté de Fred Moore, Dick Lundy, Rudy Zamora, Tom Palmer, Les Clark
  - Équipe de Ben Sharpsteen : Chuck Couch, Marvin Woodward, Hardie Gramatky, Harry Reeves, Dick Williams
- Décors : Carlos Manriquez, Emil Flohri, Mique Nelson
- Layout : Charles Philippi
- Producteur : Walt Disney
- Société de production : Walt Disney Productions
- Distributeur : Columbia Pictures
- Date de sortie : 16 janvier 1932[2]
  - Prévisualisation[1] : 23 mars 1932 au Beverly Warner Bros
  - Dépôt de copyright[1] : 22 janvier 1932
  - Annoncée[1] : 16 janvier 1932
  - Première à New York[1] : 10 mai (d'après Variety) ou 21 mai (d'après Motion Picture Herald) 1932 au Roxy
- Format d'image : Noir et Blanc
- Musique : Frank Churchill[1]
  - Extrait The Wedding of the Birds (1930) de Charles Tobias
  - Extrait Valse Lucille (1916) de Rudolf Friml
  - Extrait Sugar in the Morning / I'am Daffy over You (1930) de Chico Marx et Sol Violinsky
  - Extrait de l'ouverture de la Cavalerie légère (1866) de Franz von Suppé
- Son : Mono
- Durée : 6 min 51 s
- Langue : (en)
- Pays de production :  États-Unis

## Commentaires
Ce film montre une parodie des Marx Brothers, réalisée par Rudy Zamora, sous la forme de quatre oiseaux enfermés dans une cage de la boutique.
Fred Moore réalise ici sa première participation à un court métrage chez Disney, en tant qu'apprenti de Norman Ferguson.